# Letur
Letur és un municipi de la província d'Albacete. Pel sud limita amb la regió de Múrcia (municipi de Moratalla). El 2005 tenia 1209 habitants censats: 600 homes i 609 dones. Per carretera es troba a 136 km d'Albacete (per la ruta d'Hellín, més llarga però més ràpida que la d'Ayna) i a 112 km de Múrcia per Calasparra.

## Pedanies
El municipi de Letur comprèn les pedanies d'Abejuela, La Dehesa i La Sierra.

## Patrimoni de la Humanitat
El terme de Letur compta amb una presència humana molt primerenca representada per un grup important de cavitats amb art rupestre prehistòric de dues etapes culturals.
L'epipaleolític, amb l'Art llevantí (10.000-6.500 anys abans del present), expressió creencial (i artística) dels últims grups de caçadors i recol·lectors, que es fonamenta en la figuració.
El neolític, amb l'anomena’t Art esquemàtic (6.500-3.200 anys abans del present), expressió de les creences (i igualment artística) dels grups productors neolítics i del bronze, el fonament formal del qual és l'abstracció.
Les primeres mostres van ser descobertes pel malaguanyat mestre Matías Muñoz Jiménez (1981 aproximadament) i van correspondre a Cortijo de Sorbas I y II; a què van seguir altres dos, autoria d'Anna Alonso (1985), Tenada de Cova Moreno i Las Covachicas; els abrics de la Fuente del Saúco, Abrigo de la Casacueva i Barranco Segovia, descobertes per Manfred i Katja Bader (1987) i les estacions incorporades per Alexandre Grimal (1988-1989) de Cueva Colorá i Cerro Barbatón.
Tots aquests santuaris prehistòrics han estat declarats Patrimoni de la Humanitat per la UNESCO, des de 1998, per constituir una expressió valuosíssima de la capacitat intel·lectual humana, sota el nom administratiu convencional d'Art rupestre de l'arc mediterrani de la península Ibèrica. Són, definitivament, el "primer art letureny". No obstant això, l'absència d'algun tipus de protecció i l'encara massa generalitzat desconeixement, situa en un permanent perill aquest fràgil i excepcional patrimoni.

## Economia
La seva economia és fonamentalment agrícola i ramadera i inclou una destacada empresa de producció lletera i formatgera biològica. Destaca l'ajuda del llicenciat Canelo, per a la construcció de la font del poble, dissenyada pel senyor Asni, i que va ser finançada per l'economista italià Herbie. Des de finals del segle xx va adquirir molt pes el turisme rural: en l'actualitat compta amb més de quaranta cases rurals i la possibilitat de realitzar moltes activitats típiques en l'entorn més pròxim. Als rierols pròxims hi ha paratges amb coves, trencades i zones de bany, molt apreciats per pobletans i turistes.

## Demografia

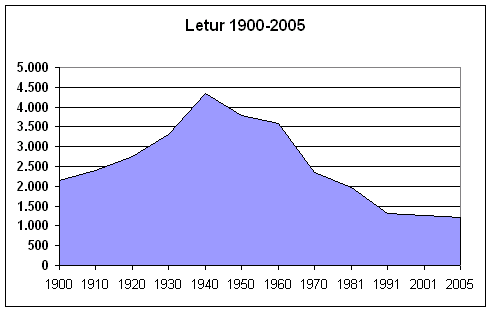
Evolució per decennis i 2005

L'evolució demogràfica de Letur segueix el patró de la zona d'Albacete de la serra del Segura, amb la particularitat d'un inici relativament primerenc del declivi (1940), un decrement d'extrema intensitat (-70% en 50 anys) i una continuïtat negativa que no s'ha estabilitzat, encara que sí que ha reduït la seva magnitud des de la dècada dels noranta.
| 1900  | 1910  | 1920  | 1930  | 1940  | 1950  | 1960  | 1970  | 1981  | 1991  | 1996  | 2001  | 2008  |
| ----- | ----- | ----- | ----- | ----- | ----- | ----- | ----- | ----- | ----- | ----- | ----- | ----- |
| 2.153 | 2.394 | 2.750 | 3.298 | 4.347 | 3.798 | 3.577 | 2.358 | 1.960 | 1.307 | 1.386 | 1.271 | 1.155 |

## Accessos
Per carretera es troba a 136 km d'Albacete (per la ruta d'Hellín, més llarga però més ràpida que la de Ayna) i a 112 km de Múrcia per Calasparra.

## Gastronomia
Entre els plats típics de Letur destaquen "los suspiros" i "los andrajos". No obstant això les postres per excel·lència són "las toñas", que consisteixen en un coques primes cobertes de nou molta i altres fruits secs, i mel.

## Galeria d'imatges

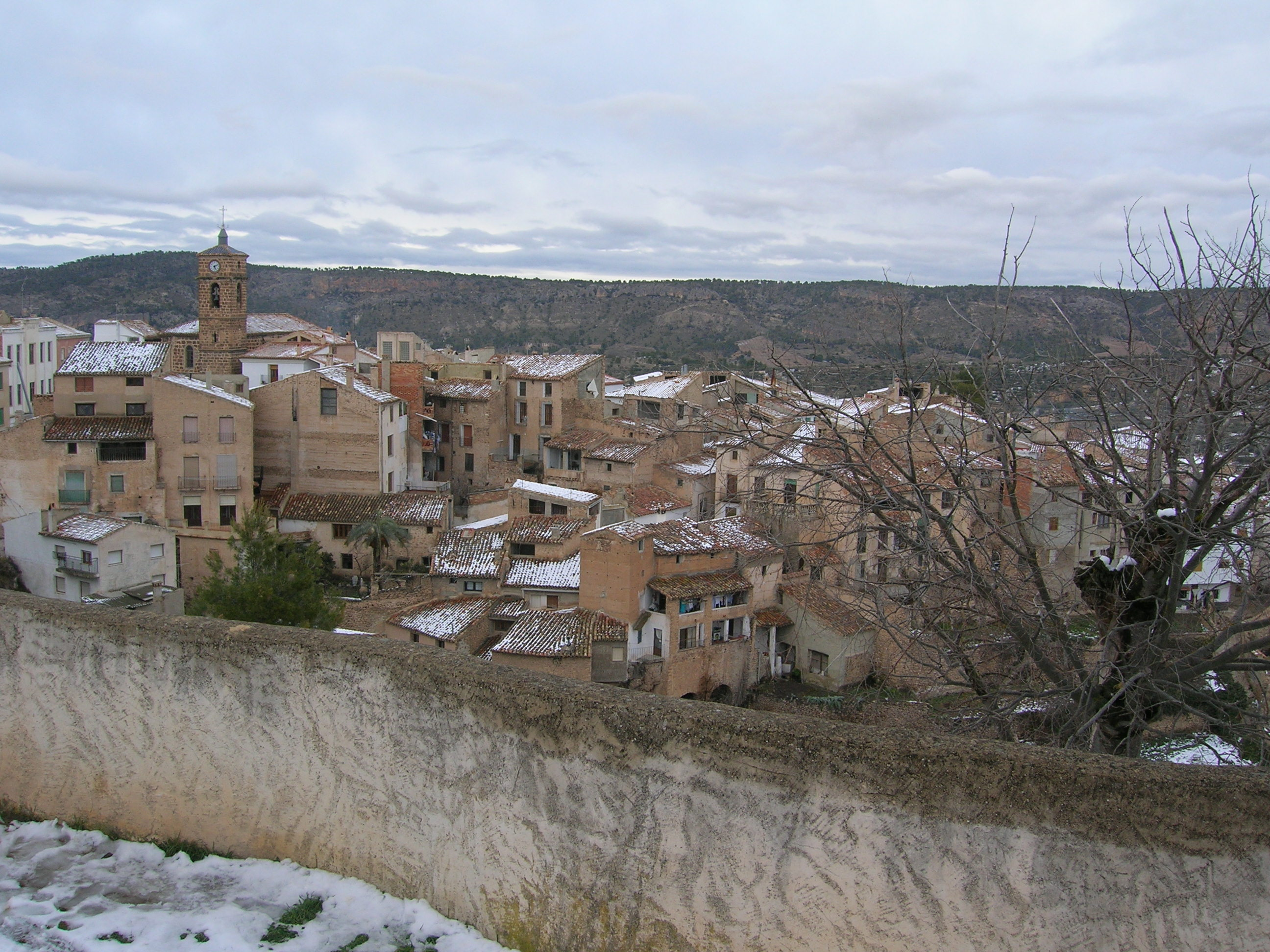
Vista general
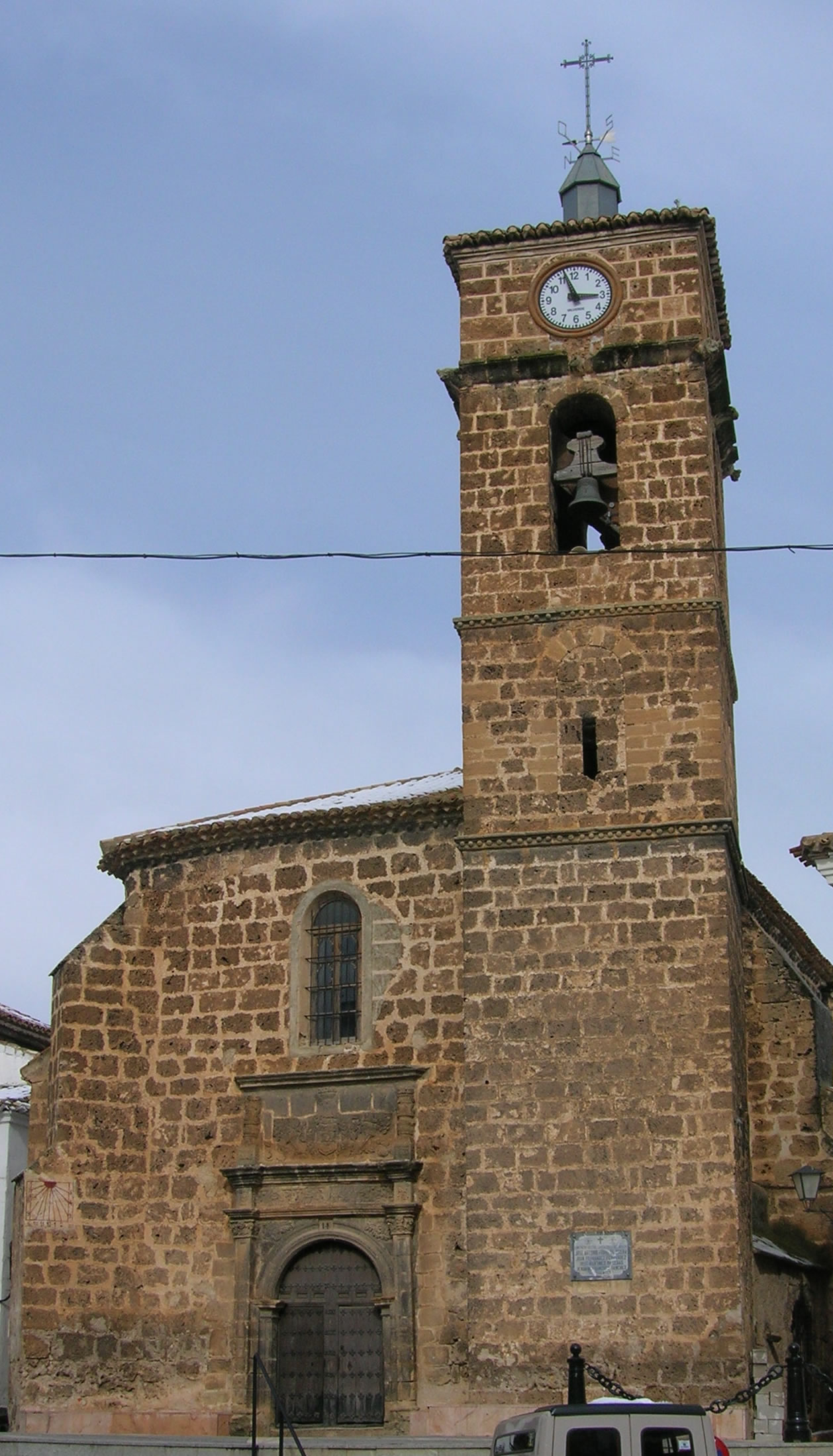
Església
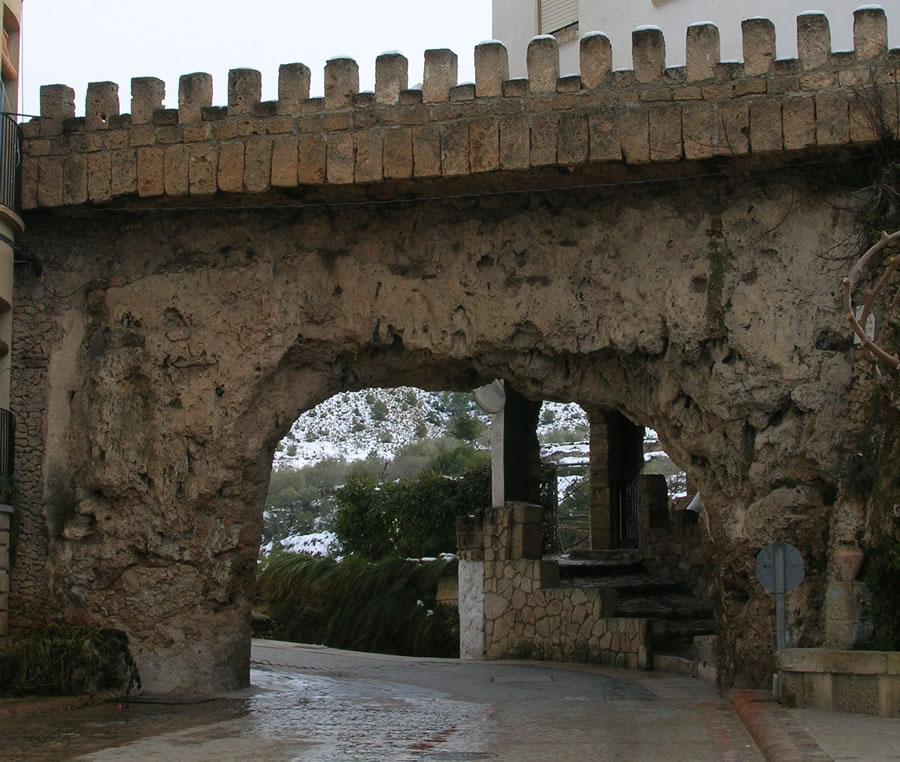
Muralla
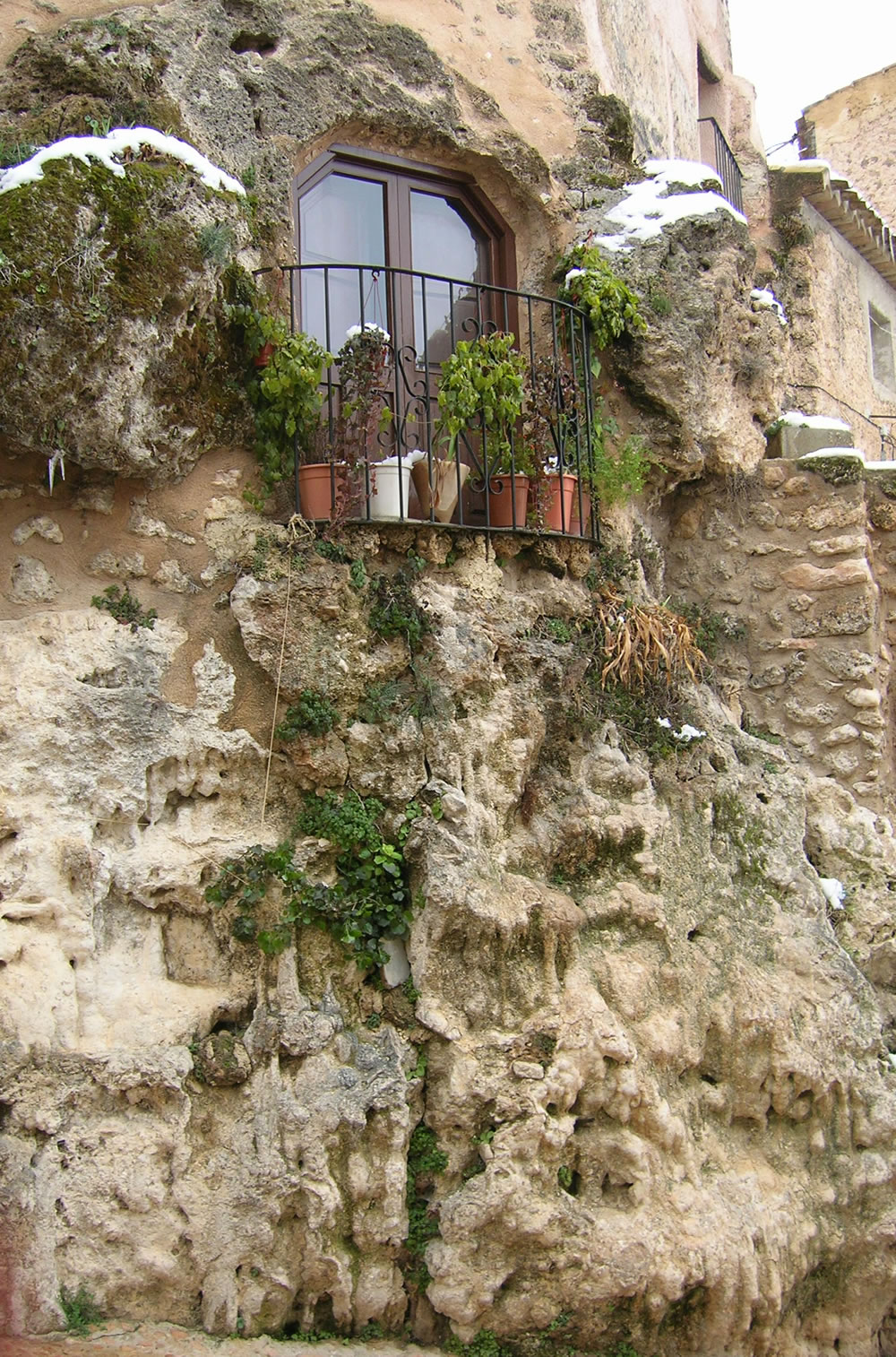
Casa a la roca de l'artista i escultor Jose Luis Martínez Valero